# Zuster (The Scene)
Zuster is een nummer van de Nederlandse band The Scene uit 1992. Het is de eerste single van hun vierde studioalbum Open.
"Zuster" werd geschreven door frontman Thé Lau en geproduceerd door Rick de Leeuw. Het nummer werd een bescheiden hit in Nederland, met een 31e positie in de Nederlandse Top 40.

## Tracklijst
- Cd-single

1. "Zuster" - 3:30
2. "Bevrediging" - 4:17